# Robby Schmitz
Robby Schmitz (* 24. April 1925 in Düsseldorf; † 18. August 2005 in Köln) war ein deutscher Jazz- und Unterhaltungsmusiker (Alt- und Tenorsaxophon, Klarinette, Flöte, Piano, Akkordeon, Orgel, Keyboard, Komposition), der auch eigene Gruppen leitete.

## Wirken
Schmitz studierte von 1933 bis 1942 am Konservatorium Düsseldorf, bevor er zum Kriegsdienst eingezogen wurde. Von 1946 bis 1952 leitete er eine Swingband, mit der er in den britischen und amerikanischen Soldatenclubs in Deutschland auftrat. Ab 1953 arbeitete er als Arrangeur und Komponist unter anderem für das Tanzorchester und das Rundfunkorchester des neu entstandenen WDR. Mit dem Ensemble von Harald Banter trat er als Instrumentalist beim Deutschen Jazzfestival 1953 auf (Mitschnitt); in Banters Media Band wirkte er als Solist und später auch als Dirigent. Zudem kam es zu Aufnahmen mit Friedel Berlipp, Ferdy Klein, dem Kabarett Die Machtwächter und eigenen Tonträgern. 1981 erhielt er für seine Beiträge in der Jugend-Musik den Deutschen Schallplattenpreis. Er ist auch auf Alben von Banter, Marie-Luise Nikuta, Heino, Rigo Winterstein und King Size Dick zu hören. Auch arbeitete er unter dem Pseudonym Bert Norge.
Schmitz starb im August 2005 im Alter von 80 Jahren. Seine Grabstätte liegt auf dem Kölner Melaten-Friedhof.

## Diskographische Hinweise
- Happy End mit Robby's Dixie Band (Sympatic)
- Pop Akkordeon Hits (Columbia 1976)
- Charleston & Dixieland (Bosworth 1979)
- Tiermusiken (Fidula)

## Lexikalischer Eintrag
- Jürgen Wölfer Jazz in Deutschland. Das Lexikon. Alle Musiker und Plattenfirmen von 1920 bis heute. Hannibal Verlag, St. Höfen 2008; ISBN 978-3-85445-274-4